# Louis-Marie Stanislas Fréron
Louis-Marie-Stanislas Fréron, (ur. 17 sierpnia 1754 w Paryżu, zm. 15 lipca 1802 w Cayes), francuski polityk i dziennikarz.

## Życiorys

### Jakobin
Był synem Élie Frérona, uczył się w elitarnym College Louis le Grand razem z Kamilem Desmoulinsem i Maksymilianem Robespierre. Właściwie od wybuchu Wielkiej rewolucji francuskiej był jej aktywnym obserwatorem, od 1790 redagując radykalną gazetę Orateur du Peuple (Mówca ludowy). Gazeta wyróżniała się ostrością ataków na monarchię francuską, na jej łamach oprócz samego właściciela publikował także Jean Paul Marat. 4 lipca 1790 Fréron zrezygnował jednak z samodzielnego prowadzenia pisma i został współpracownikiem Desmoulinsa w redakcji Révolutions de France et de Brabant. Współredagował petycję przedstawioną w lipcu 1791 na Polu Marsowym, 20 lipca, tj. trzy dni po wynikłej wówczas masakrze został na krótko zatrzymany za propagandę antymonarchistyczną. Był aktywny w klubie kordelierów.
10 sierpnia 1792 brał osobisty udział w ataku na Tuileries. Nadal pozostawał aktywnym dziennikarzem, a swoimi artykułami nawołującymi do "ludowej sprawiedliwości" przyczynił się do masakr wrześniowych. Bez problemów został posłem Konwentu, a następnie komisarzem Konwentu na południu. W walce z kontrrewolucją stosował masowy terror, zyskując przydomek "Misjonarza Terroru". Odwołany za zbytnią brutalność z misji na polecenie Robespierre'a, związał się z jego wrogami i wziął czynny udział w przewrocie 9 thermidora. 3 września 1794 został usunięty z klubu jakobinów na wniosek Jean Baptiste Carriera.

### Termidorianin
11 września na nowo zaczął wydawać Mówcę Ludowego, reprezentując tym razem agresywny antyjakobinizm. Wspólnie z Tallienem miał ogromny udział w organizowaniu paryskich band tzw. "złotej młodzieży", które napadały na podejrzewanych o jakobinizm, dokonując brutalnych samosądów. Miał swój udział w postawieniu przed sądem Fouquier-Tinville'a oraz Carriera. Paradoksalnie to on został w 1795 wysłany na południe Francji, by ukrócić coraz bardziej wymykający się spod kontroli terror lokalnych rojalistów. Z misji tej Fréron wywiązał się, aresztując 107 osób w Marsylii i 30 w Aix-en-Provence, co przyczyniło się do odwołania go z misji pod zarzutami o zakamuflowany jakobinizm.
Po upadku Dyrektoriatu został kochankiem Pauliny Bonaparte, licząc na uzyskanie tym samym znajomości pozwalających na pracę w nowej administracji rządowej. Otrzymał jednak tylko posadę administratora hospicjów, na której zresztą się nie sprawdził, a następnie zajęcie podprefekta na San Domingo. Przeżył tam tylko dwa miesiące, po czym zmarł na żółtą febrę.